# William Merritt Chase
William Merritt Chase (Niveneh, 1º novembre 1849 – New York, 25 ottobre 1916) è stato un pittore statunitense, noto per il suo impegno a favore dell'Impressionismo e per le sue doti di insegnante.

## Biografia
Nato nello stato dell'Indiana a Williamsburg (oggi Niveneh), divenne allievo di B.S. Hays ad Indianapolis e di Joseph Oriel Eaton a New York, così come, durante il suo soggiorno in Europa, di Karl von Piloty a Monaco di Baviera.
Stabilì la sede della sua scuola personale a New York dopo aver insegnato per qualche anno all'Art Students League, dove ebbe per allievi, fra gli altri, Lucia Fairchild Fuller e suo marito Henry Brown Fuller.
Lavorò su ogni genere di supporto e con ogni tecnica: olio su legno, pastello, inchiostro, e altro. Anche i suoi temi sono di più diversa natura: paesaggi, nature morte, nudi, scene familiari, ritratti, sebbene a renderlo famoso furono questi ultimi, poiché numerose personalità aspirarono ad essere ritratte da lui.
Gli furono conferite molte onorificenze e divenne membro della National Academy of Design di New York. Diresse anche per dieci anni la Società degli Artisti Americani, ma poi fu accolto nel gruppo dei dissidenti, i Ten American Painters per prendere il posto di John Henry Twachtman, deceduto nel 1902.
William Merritt Chase si spense a New York, all'età di 67 anni.

## Opere
Tra le opere più conosciute:
Un parco cittadino (1887 circa, Chicago, Art Institute);
Ore Pigre (1894, Fort  Worth-Texas, Amon Carter Museum of American Art) in cui risalta un mare pacifico e accogliente verso i bagnanti, molto diverso da quello tempestoso presentato dalle tele di Homer.

La capacità ritrattistica dell'autore si esprime in particolar modo ne La giovane orfana (1884 circa, New York, National Academy Museum) dove la figura femminile in primo piano rappresentata di profilo si snoda e si fonde con la poltrona sulla quale è seduta così come con lo spazio circostante. Infine nell'opera Un amichevole invito (1895, Washington, National Gallery of Art), si nota l'abilità dell'artista nel riprodurre gli interni e l'arredamento collocandovi dentro le figure di due donne.

## Galleria d'immagini

### Ritratti

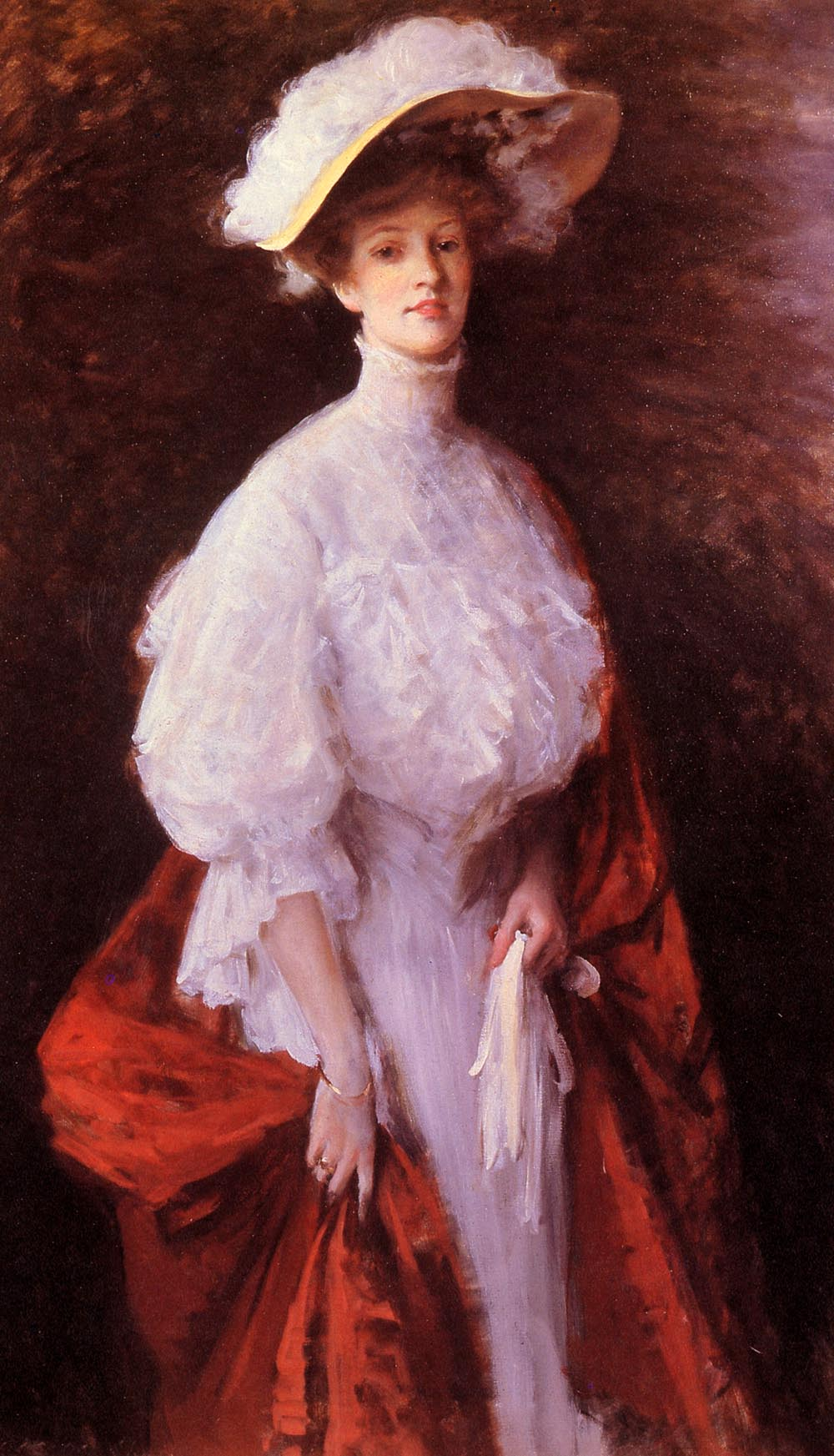
Ritratto di Miss Frances
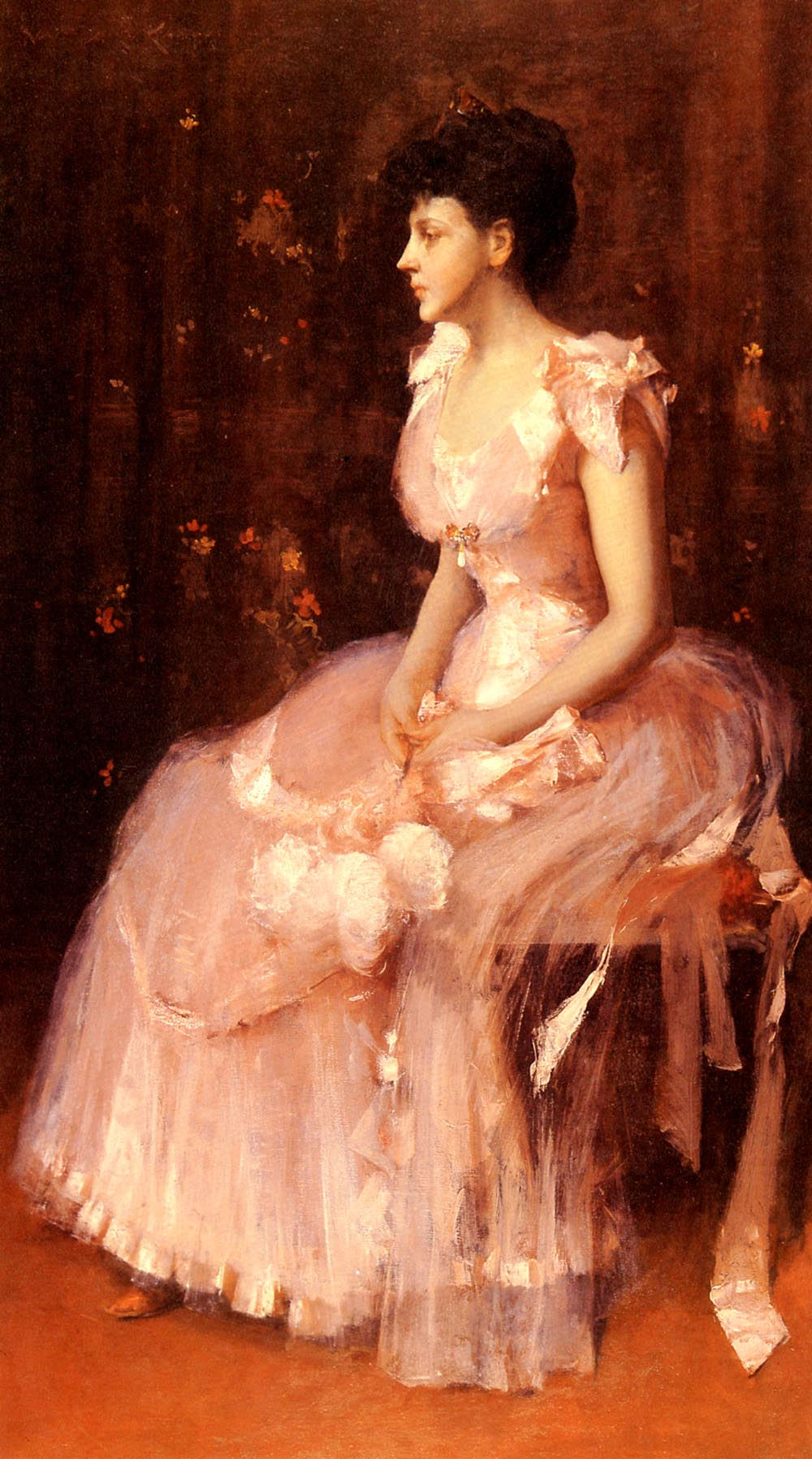
Ritratto di una signora in rosa
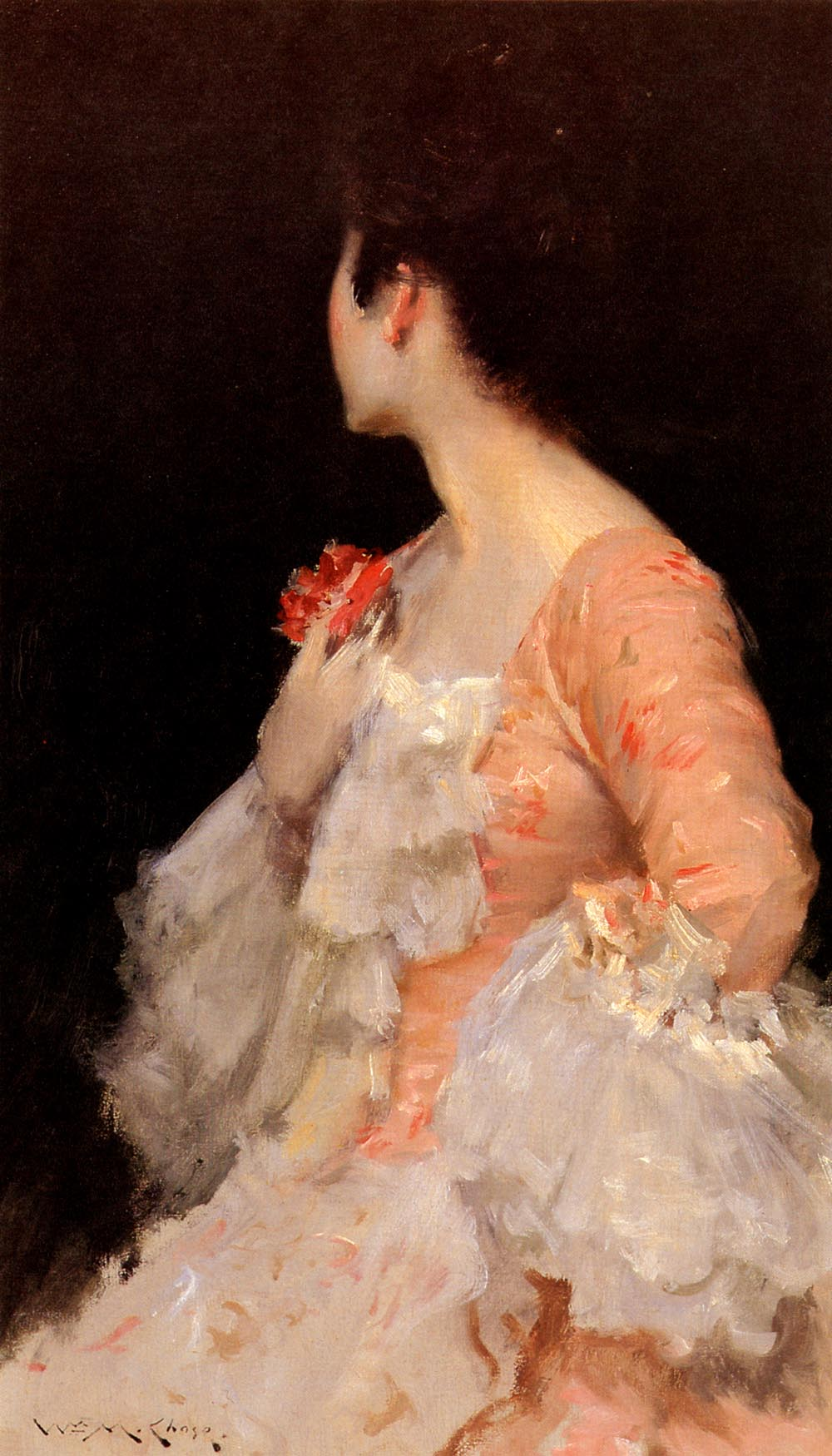
Ritratto di signora
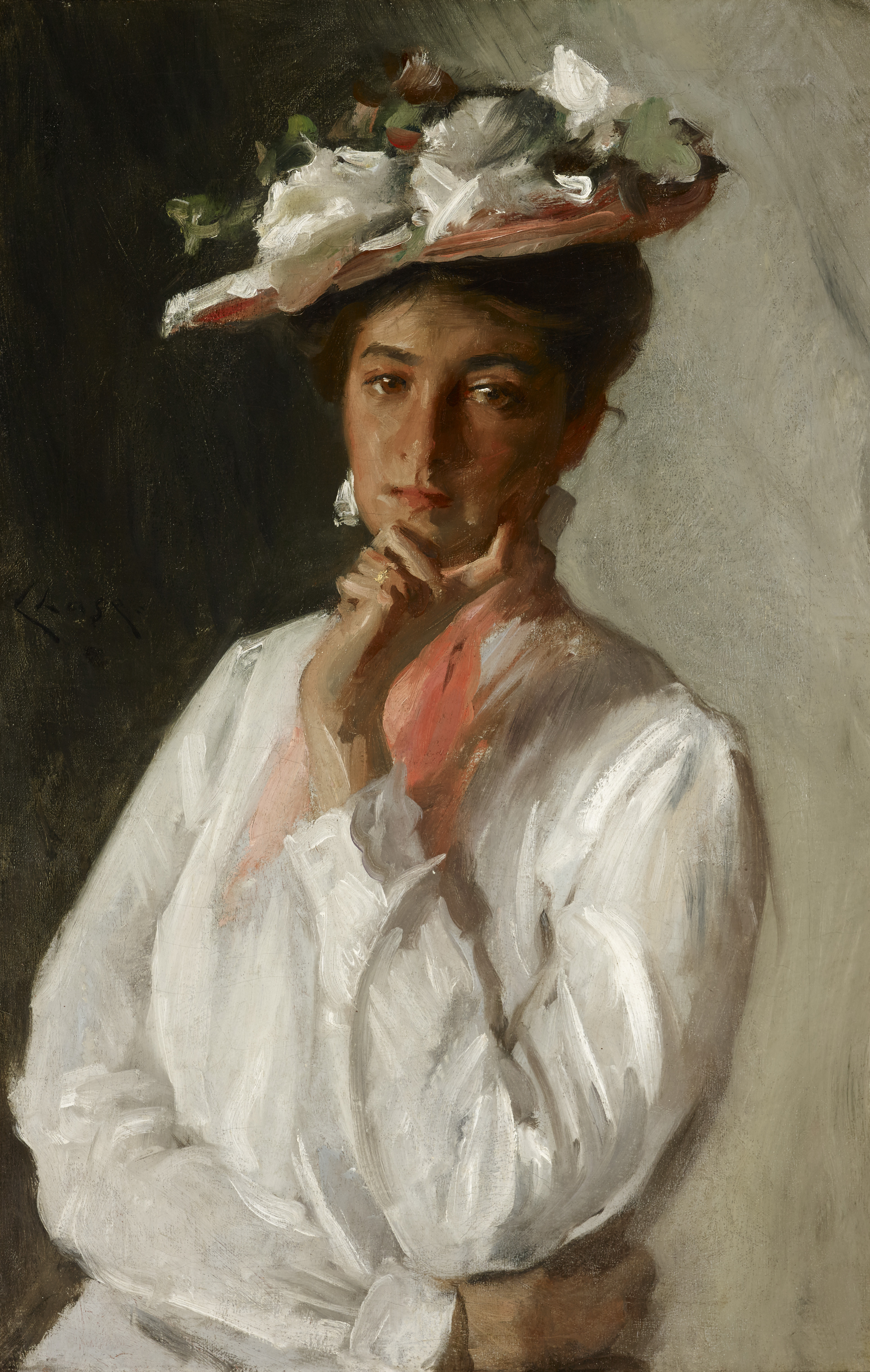
Signora in bianco
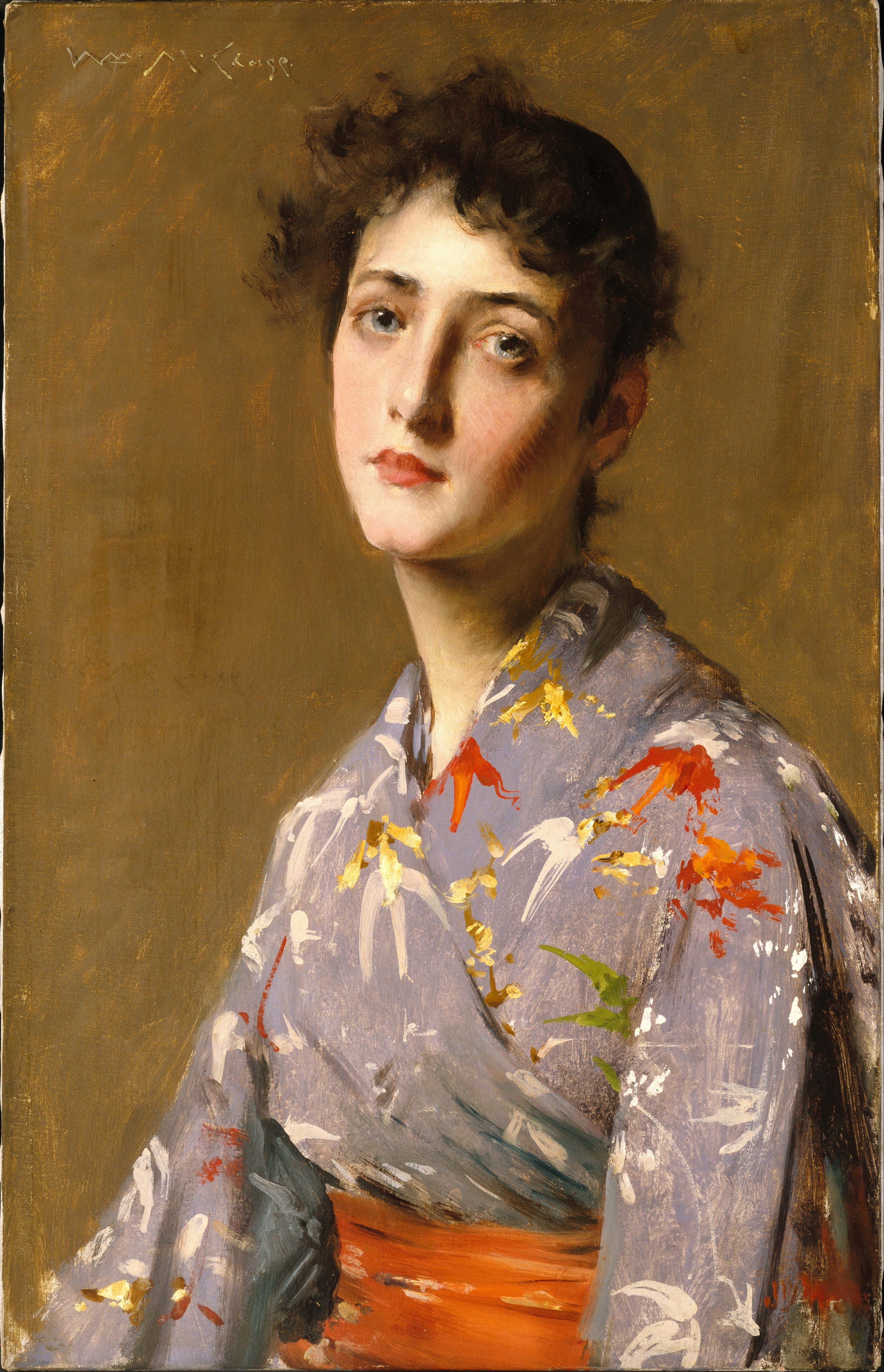
Ragazza in costume giapponese
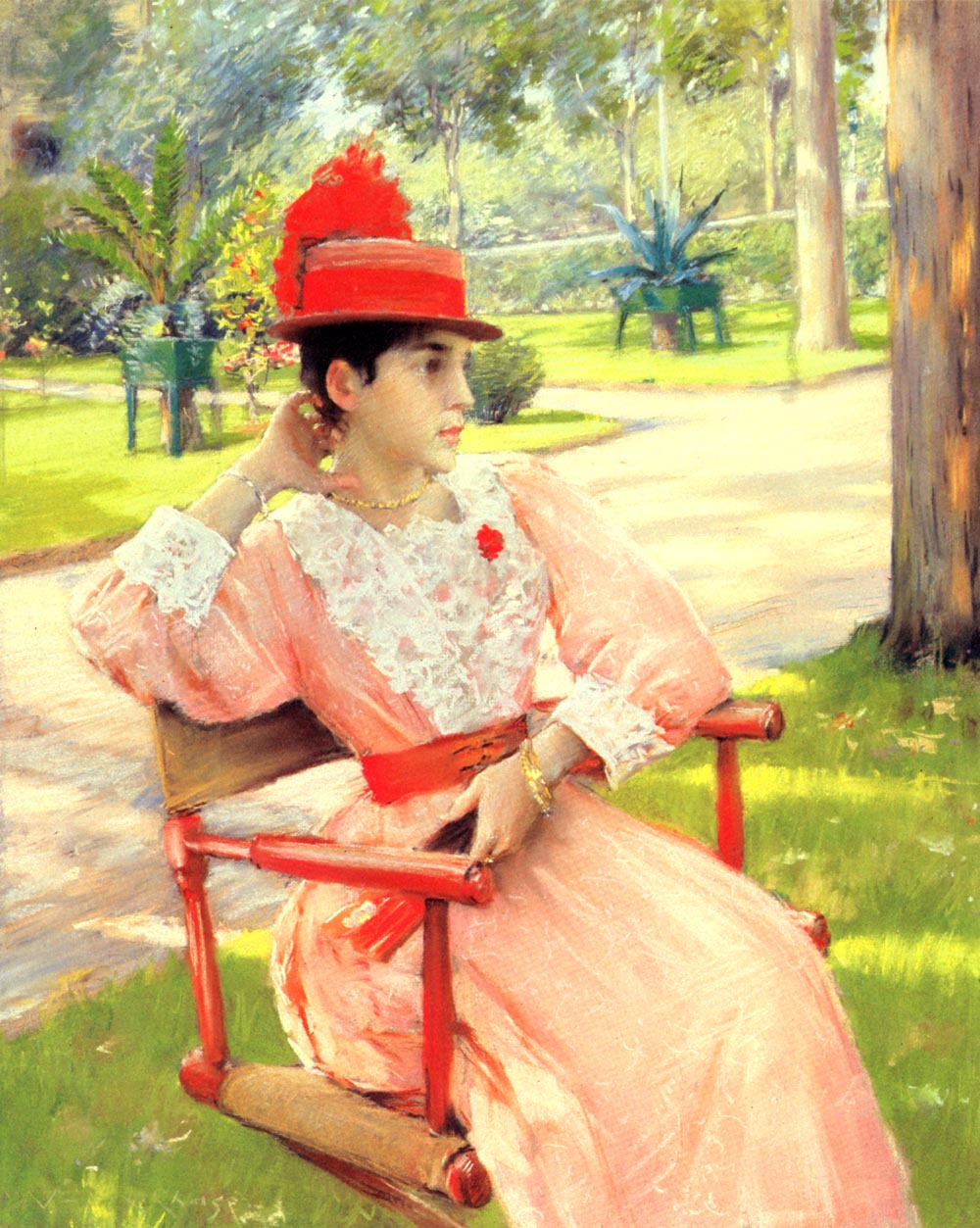
Pomeriggio nel parco

### Nudi

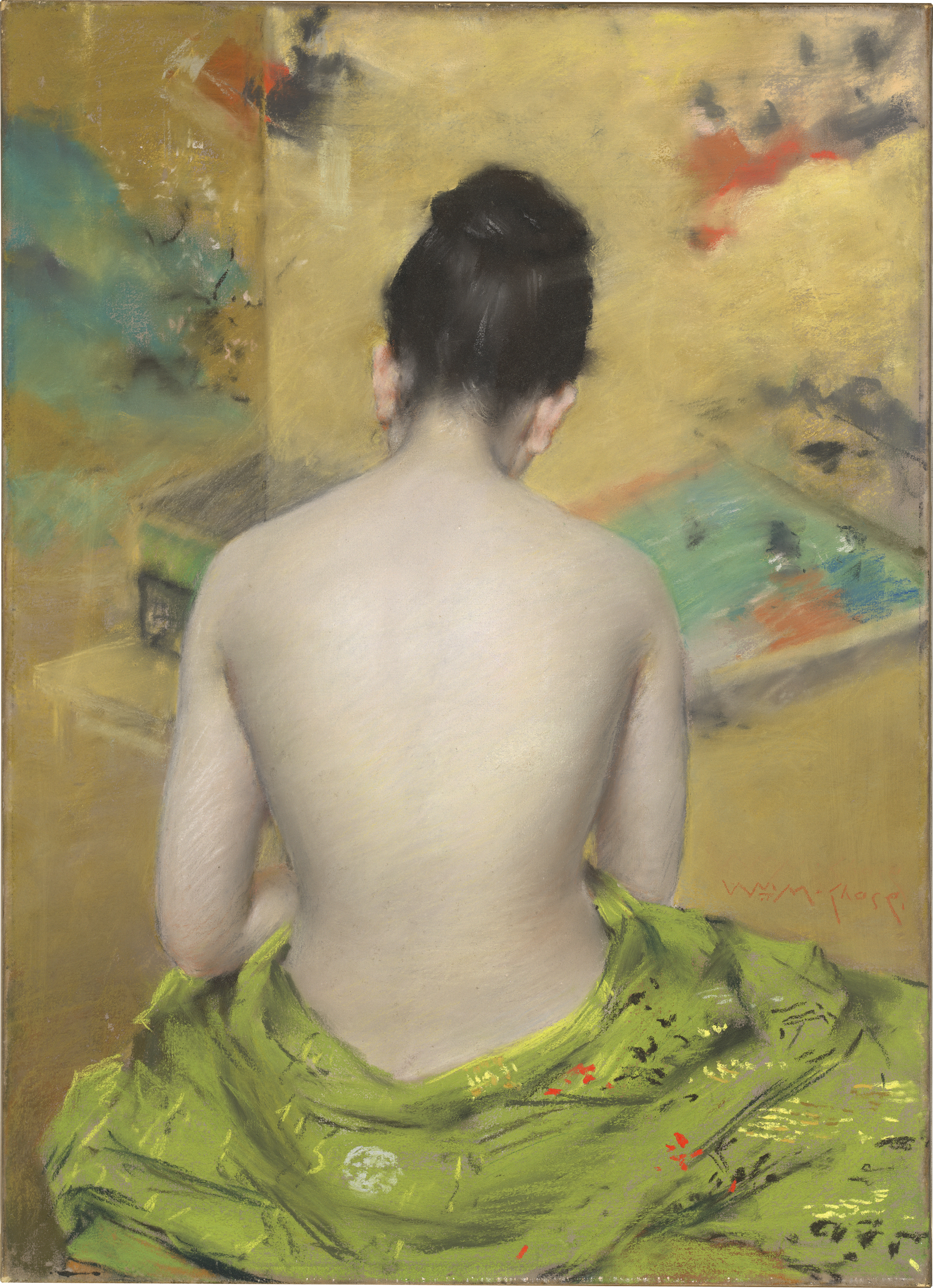
Nudo di schiena
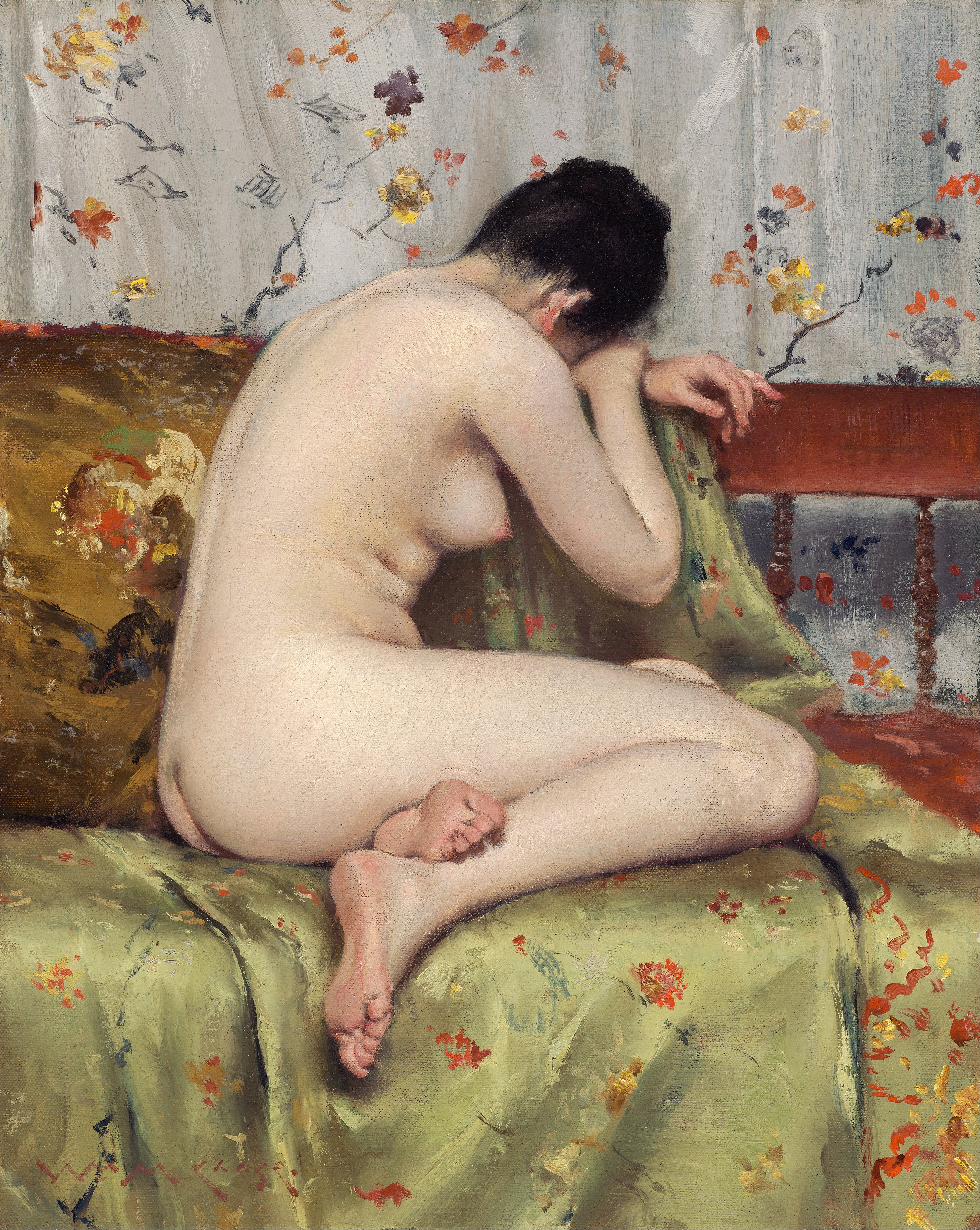
La Maddalena moderna

### Esterni e paesaggi

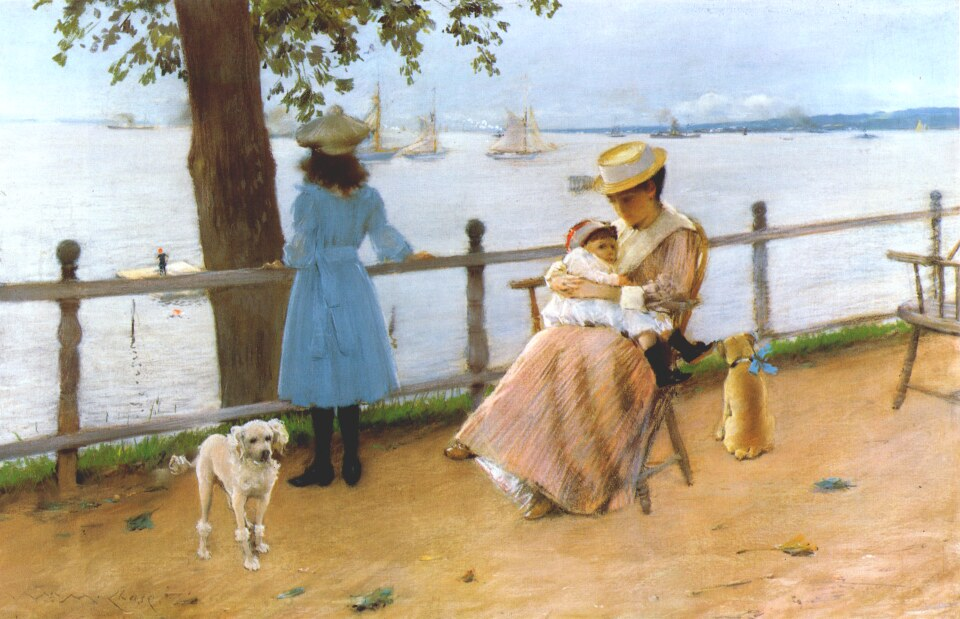
Gravesend bay
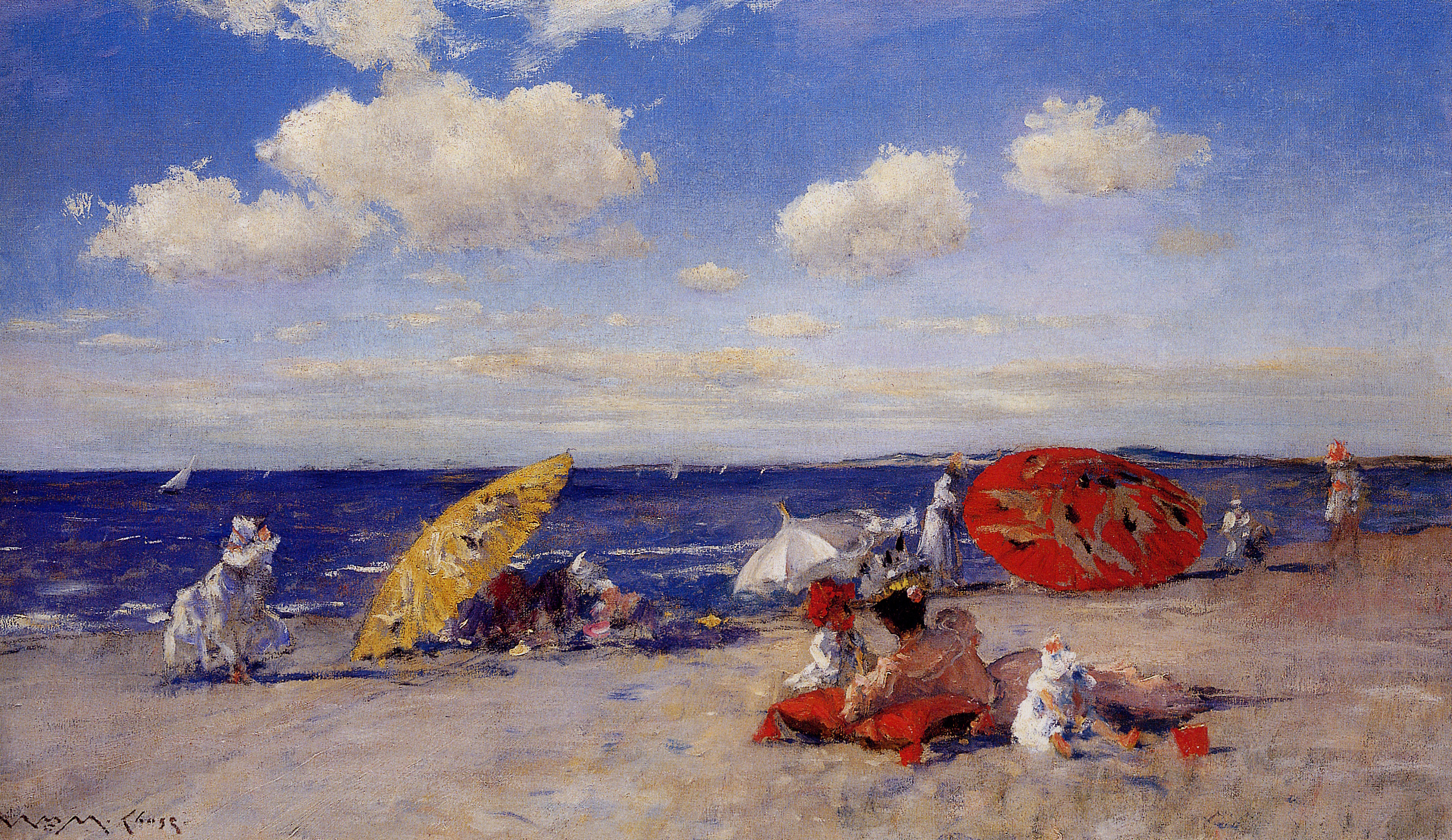
Sulla riva del mare
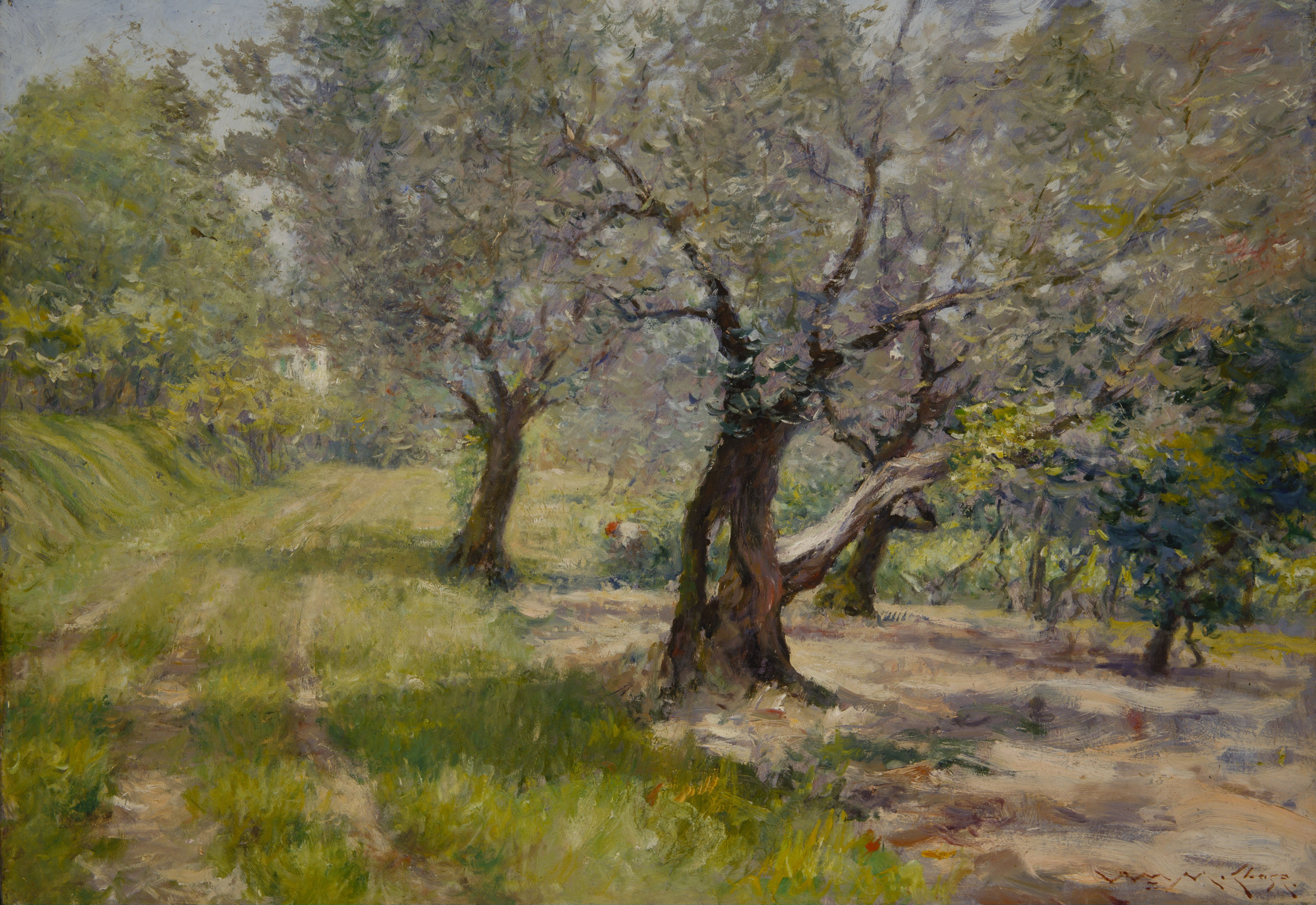
L'oliveto
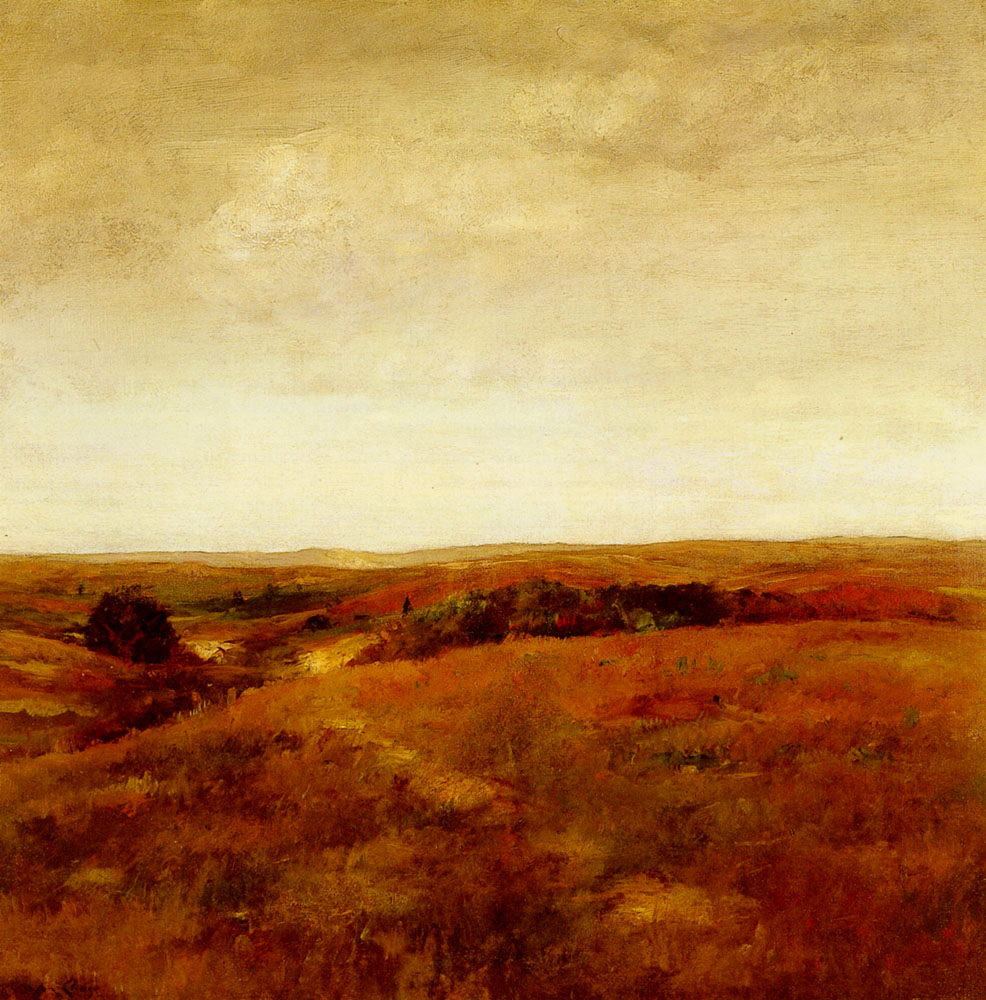
Ottobre

### Interni

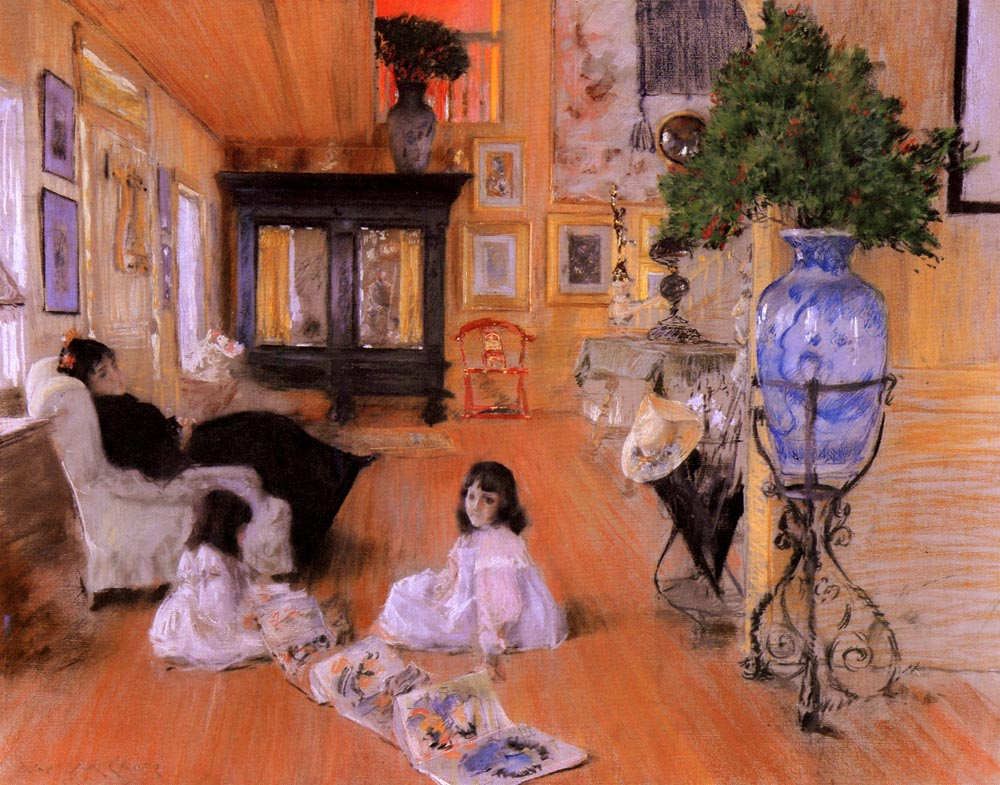
La hall di casa Shinnecock
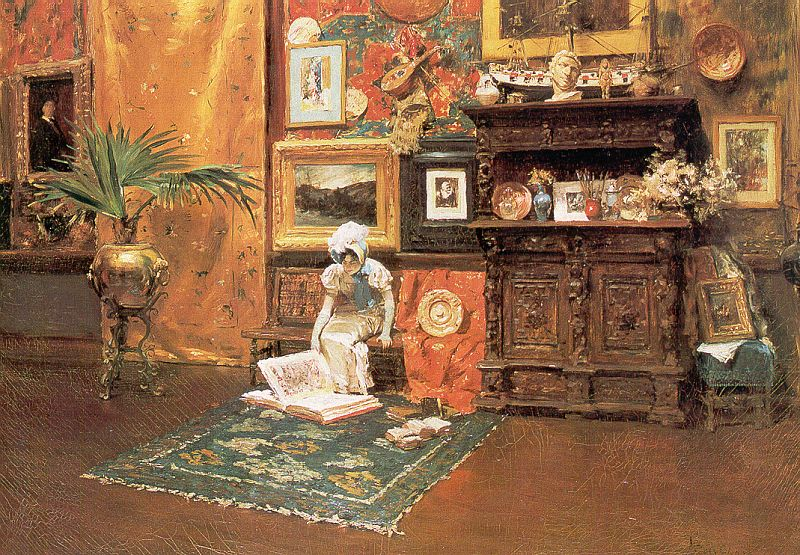
Nello studio
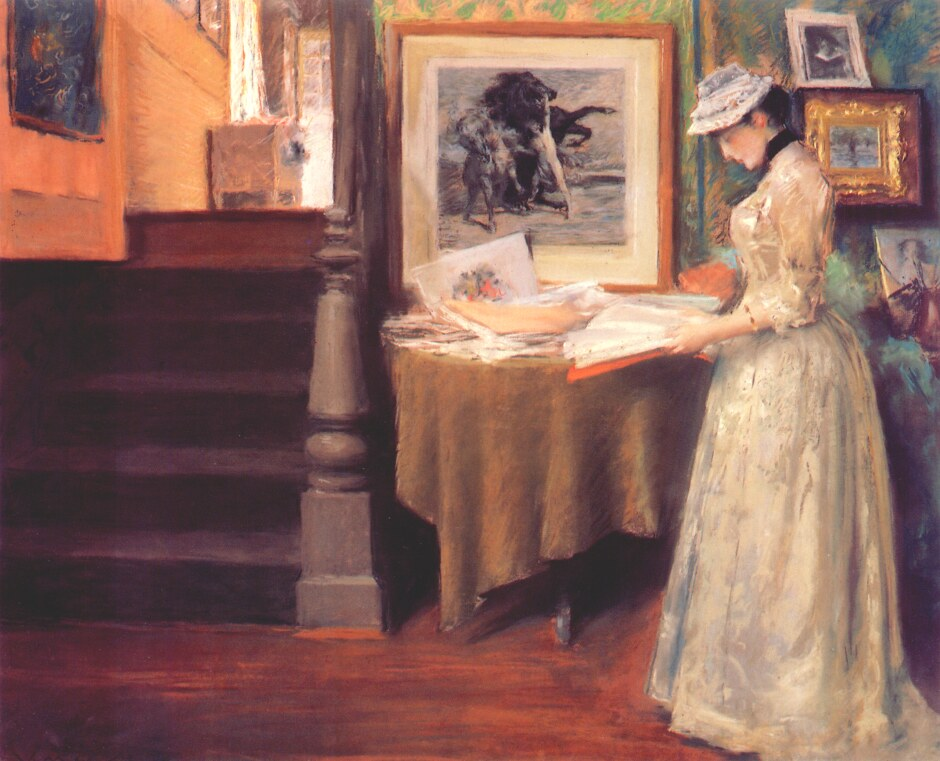
Nello studio

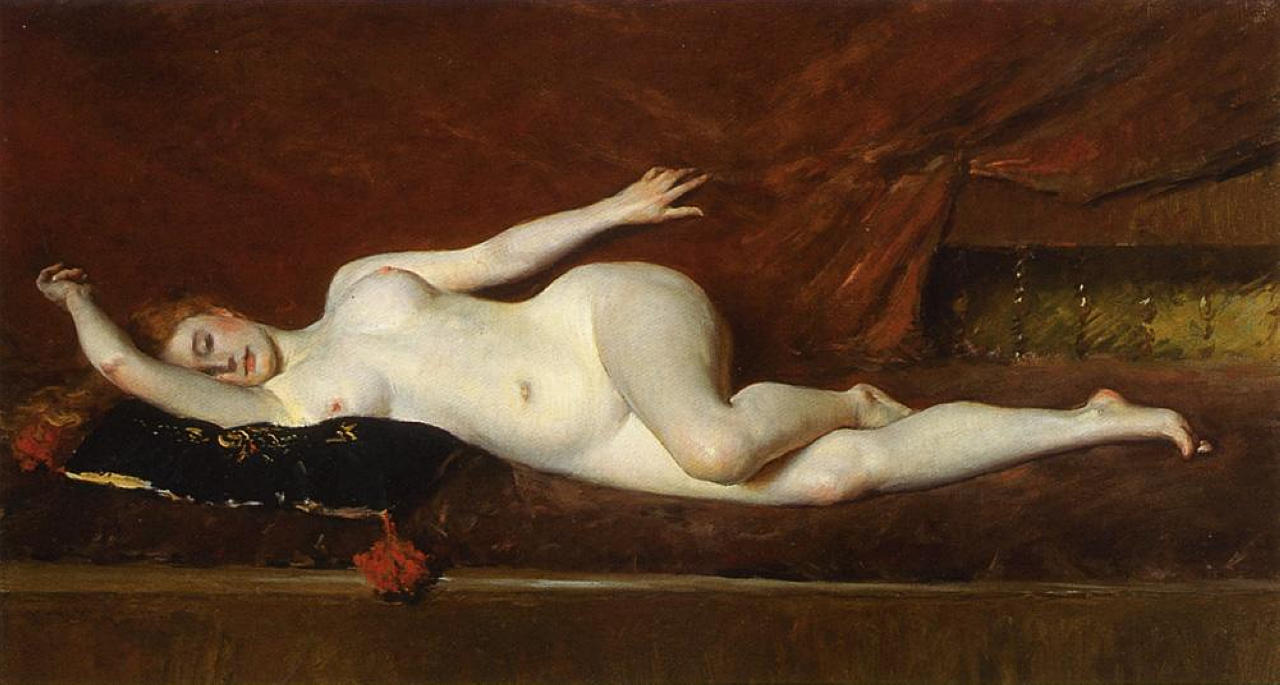
Studio di curve